# Iwona Śledzińska-Katarasińska
Iwona Elżbieta Śledzińska-Katarasińska (Komorniki, 3 gennaio 1941 – Łódź, 1º gennaio 2024) è stata una giornalista e politica polacca.

## Biografia
Iwona Śledzińska-Katarasińska nacque a Komorniki, all'epoca parte del Reichsgau Wartheland. Laureatasi in filologia presso l'Università di Łódź, dal 1965 lavorò come giornalista. Intorno agli anni '80 aderì al Partito Operaio Unificato Polacco.
Nel 1991 venne eletta al Sejm per la nona circoscrizione di Łódź con il partito Unione Democratica. Nel 2001 s'iscrisse invece al partito Piattaforma Civica, con il quale fu eletta alla Camera fino al 2023.
Morì a Łódź il 1º gennaio 2024, due giorni prima di compiere 83 anni.

## Vita privata
Era vedova di Jerzy Katarasiński (1936-1989), anch'egli giornalista. I due ebbero una figlia.